# Vía verde del Valle del Eresma
El Camino Natural Vía Verde del Valle del Eresma es una vía verde que discurre por el itinerario de la línea Segovia-Medina del Campo, a través de Castilla La Vieja. El trazado fue construido a finales del siglo XIX como parte de una ruta alternativa a la línea Madrid-Hendaya, si bien a lo largo de su historia la línea férrea mantuvo unos tráficos ferroviarios más bien modestos. La falta de rentabilidad económica llevó a su cierre en 1993; años más tarde el trayecto fue rehabilitado para acoger una vía verde. 
Este recorrido se encuentra dentro de la Red de Caminos Naturales del Ministerio de Agricultura.

## Historia
La línea fue construida por la Compañía de los Caminos de Hierro del Norte de España, siendo inaugurada en 1884. Constituía un trazado alternativo a la línea Madrid-Hendaya, también controlada por «Norte», transitando a lo largo de 87 kilómetros por el valle del río Eresma y la campiña castellana. La línea vivió su apogeo entre las décadas de 1940 y 1960, aunque a lo largo de su historia tuvo unos tráficos más bien modestos. Por este motivo, y debido a la falta de rentabilidad económica, en septiembre de 1993 el trazado fue clausurado. Dos décadas de después se recuperó el antiguo trazado para su reconversión en una vía verde: en 2014 entró en servicio el tramo Segovia-Yanguas de Eresma; cinco años después se había rehabilitado el trayecto hasta Olmedo.